# Geocentrični model
V astronomiji je geocentrični model (znan tudi kot geocentrizem, po navadi predstavljen le kot Ptolemajev sistem) je zamenjan opis Vesolja, kjer se v središču nahaja Zemlja. V geocentričnem modelu krožijo okoli Zemlje Sonce, Luna, zvezde in planeti. Geocentrični model je bil začetni opis vesolja v večini antičnih civilizacij, kot so Aristotel v klasični Grčiji in Ptolemaj v rimskem Egiptu.
Idejo, da je Zemlja središče vesolja, podpirata dve opazovanji:
- Prvič, od kjerkoli na Zemlji se zdi, kot da Sonce obkroži Zemljo enkrat dnevno. Medtem ko imajo Luna in planeti lastna gibanja, Zemljo tudi obkrožijo približno enkrat na dan. Zvezde se zdijo na nebesni sferi stalne, zato Zemljo obkrožijo enkrat na dan glede na nebesni pol skozi geografske pole na Zemlji.[1]
- Drugič, Zemlja se zdi kot stalna iz perspektive opazovalca na Zemlji; zdi se trdna, stabilna in stalna.